# 後藤幸三
後藤 幸三（ごとう こうぞう、1948年- ）は、日本の政治家。群馬県高山村長（3期）。

## 来歴
群馬県吾妻郡高山村出身。
2014年3月18日、無投票初当選。2018年3月18日、対立候補を破り再選。
※当日有権者数：3,240人 最終投票率：80.43%（前回比：-9.82pts）
| 候補者名   | 年齢 | 所属党派 | 新旧別 | 得票数  | 得票率 | 推薦・支持 |
| ---------- | ---- | -------- | ------ | ------- | ------ | ---------- |
| 後藤幸三   | 74   | 無所属   | 現     | 1,401票 | 56.9%  |            |
| 平形富二夫 | 67   | 無所属   | 新     | 1,061票 | 43.1%  |            |

2022年3月15日、無投票で三選。4月1日、初登庁。
9月17日、『たかやま未来センター さとのわ』開業。